# Stazione di Sakura-Shimmachi
La stazione di Sakura-Shimmachi (駒沢大学駅?, Sakura-Shimmachi-eki) è una stazione ferroviaria di Tokyo che si trova a Setagaya e serve la linea Tōkyū Den-en-toshi.

## Dintorni
La stazione si trova in un'area commerciale, a poca distanza dall'area residenziale di Tsurumaki. Machiko Hasegawa, la creatrice dei fumetti Sazae-san viveva in questa zona, e a circa 5 minuti dalla stazione si trova un piccolo museo a lei dedicato.

## Linee
Tōkyū Corporation
● Linea Tōkyū Den-en-toshi

## Struttura
La stazione è realizzata con due canne sovrapposte: al primo piano sotterraneo è presente il mezzanino, al secondo e al terzo rispettivamente i binari 1 e 2, ciascuno con un binario di sorpasso, non visibile, tuttavia, essendo protetto da una parete posizionata in seguito. Per questo al passeggero ciascuno dei due piani appare composto da un marciapiede laterale e un solo binario.
| 1 | ● Linea Tōkyū Den-en-toshi | per Futako-Tamagawa, Nagatsuta e Chūō-Rinkan                                   |
| 2 | ● Linea Tōkyū Den-en-toshi | per Shibuya e, via linea Hanzōmon, Oshiage e, via linea Tōbu Isesaki, Kasukabe |

## Stazioni adiacenti
| «                                 | Servizio                 | »                        |
| Linea Tōkyū Den-en-toshi          | Linea Tōkyū Den-en-toshi | Linea Tōkyū Den-en-toshi |
| --------------------------------- | ------------------------ | ------------------------ |
| Komazawa-Daigaku                  | Locale Semirapido        | Yōga                     |
| Tutti gli altri treni non fermano |                          |                          |